# The Silent Age
The Silent Age est un jeu vidéo d'aventure en pointer-et-cliquer développé et édité par House on Fire, sorti en 2012 sur Windows, Mac, iOS et Android.

## Accueil
- Canard PC : 6/10[1]